# Vírus transmitidos por morcegos

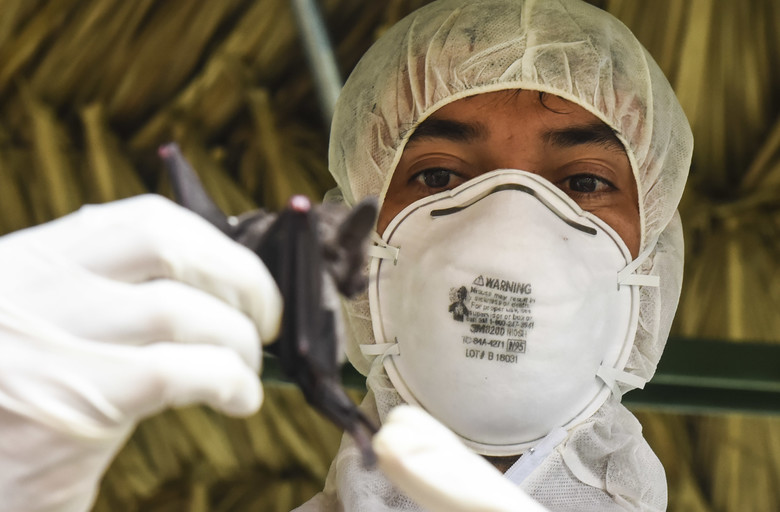
Biólogo segurando um morcego.

Um vírus transmitido por morcego é qualquer vírus cujo reservatório primário seja qualquer espécie de morcego. As espécies de vírus incluem coronavírus, hantavírus, lyssavírus, coronavírus SARS, vírus da raiva, vírus nipah, vírus lassa, Henipavírus, vírus Ebola e vírus Marburg.
Os vírus transmitidos por morcegos estão entre os mais perigosos dos vírus emergentes.